# アーリス・ハワード
アーリス・ハワード（Arliss Howard、1954年10月18日 - ）は、アメリカ合衆国の俳優。ミズーリ州出身。

## 出演作品
- マネーボール
- ＲＵＢＩＣＯＮ　陰謀のクロスワード（ケイル・イングラム）
- きみがぼくを見つけた日（リチャード・デタンブル）
- アウェイク
- ミディアム３　霊能者アリソン・デュボア（ケネス・プッシュ）
- ミディアム２　霊能者アリソン・デュボア（ケネス・プッシュ）
- ミディアム　霊能者アリソン・デュボア（ケネス・プッシュ）
- 記憶の棘（ボブ）
- 最後のガンマン／悪名の町
- マップ・オブ・ザ・ワールド（ポール・リバディー）
- レッサー・エヴィル（アイバン）
- ロスト・ワールド/ジュラシック・パーク（ピーター・ラドロー）
- ジョンズ
- 審判
- ネオナチへの潜入／あるジャーナリストの闘い
- 3人のエンジェル
- ナチュラル・ボーン・キラーズ
- ワイルダー・ナパーム
- ジャック・ルビー
- デイズ・オブ・クライシス／イラン人質救出作戦
- トワイライト・サマー（ジョー）
- フォー・ザ・ボーイズ
- ウォッチャー
- メン・ドント・リーブ
- ハイスクールでつかまえて
- テキーラ・サンライズ
- フルメタル・ジャケット（カウボーイ）
- 危険な誘惑
- 跳べ！シルベスター
- ライトシップ
- ドア・トゥ・ドア／落ちこぼれセールスマン特訓中！

## 脚本/監督
- コロンバインの空に　コロンバイン高校事件を乗り越えて